# Vera Serganova
Vera Vladimirovna Serganova (en russe : Вера Владимировна Серганова) est une mathématicienne, professeure de mathématiques à l'Université de Californie à Berkeley ; elle travaille sur les superalgèbres et leurs représentations.

## Carrière
Serganova est diplômée de l'Université d'État de Moscou. Elle a soutenu son doctorat (équivalent de Ph. D.) en 1988 à l'Université d'État de Saint-Pétersbourg, sous la direction conjointe de Dimitry Leites et d'Arkady Lvovich Onishchik (titre de sa thèse : Automorphisms and Real Form of Complex Finite-Dimensional Lie Superalgebras). Elle a travaillé au  Keldysh Institute of Applied Mathematics de l'Académie des sciences de Russie à Moscou. En 1990, elle part aux États-Unis ; elle professeure à  l'Université de Californie à Berkeley depuis 1992.

## Travaux
Serganova s'intéresse en particulier à la théorie de la représentation des superalgèbres (introduites en 1977 par Victor Kac), leur classification, automorphismes et les (super)espaces symétriques associés, également avec des applications en théorie des cordes et systèmes intégrables de la physique mathématique (comme l'équation de Yang-Baxter). Elle travaille également en géométrie algébrique
Elle a donné une caractérisation géométrique des matroïdes de Coxeter, appelé le théorème de Gelfand-Serganova  et publiée par Serganova et Israel Gelfand en 1987 dans le cadre de leurs recherches qui sont à l'origine du concept de matroïde de Coxeter,.

## Publications (sélection)
- Im, Mee Seong, Reif, Shifra et Serganova, Vera, « GDeligne categories and the periplectic Lie superalgebra », Mosc. Math. J., vol. 21, no 3,‎ 2021, p. 507-565 (zbMATH 1472.18014).

- Entova-Aizenbud, Inna et Serganova, Vera, « Grothendieck rings of periplectic Lie superalgebras », Math. Res. Lett., vol. 28, no 4,‎ 2021, p. 1175-1195 (zbMATH 07435693).

- Gorelik, Maria et Serganova, Vera, « On representations of the affine superalgebra germ {\displaystyle q(n)^{(}2)} », Mosc. Math. J., vol. 8, no 1,‎ 2008, p. 91-109.
- Serganova, Vera et Skorobogatov, Alexei, « Del Pezzo surfaces and representation theory », Algebra Number Theory, vol. 1, no 4,‎ 2007, p. 393-419.
- Hoyt, Crystal et Serganova, Vera, « Classification of finite-growth general Kac-Moody superalgebras », Comm. Algebra, vol. 35, no 3,‎ 2007, p. 851-874.
- Grantcharov, Dimitar et Serganova, Vera, « Category of germsp(2n)-modules with bounded weight multiplicities », Mosc. Math. J., vol. 6, no 1,‎ 2006, p. 119-134.
- Gorelik, Maria et Serganova, Vera, « Shapovalov forms for Poisson Lie superalgebras », dans Noncommutative geometry and representation theory in mathematical physics, Amer. Math. Soc., coll. « Contemp. Math. » (no 391), 2005, p. 111-121.

## Distinctions
Elle a été conférencière invitée au congrès international des mathématiciens de 1998 et conférencière plénière congrès international des mathématiciens de 2014. En 2017, elle a été élue membre de l'Académie américaine des arts et des sciences.
De 1994 à 1996, elle a été Sloan Research Fellow.